# Purpurata
Purpurata is een geslacht van vlinders uit de familie van de grasmotten (Crambidae). De wetenschappelijke naam van dit geslacht is voor het eerst voorgesteld door Xin-Lei Xue, Xiao-Qiang Lu en Xi-Cui Du in een publicatie uit 2024.

## Soorten
- P. directa Xue, Lu & Du, 2024
- P. iopasalis (Walker, 1859)
- P. lurida Xue, Lu & Du, 2024
- P. obfuscalis (Yamanaka, 1998)
- P. plagiatalis (Walker, 1859)
- P. shompen (Singh & Ahmad, 2022)